# Поливанов, Юрий Игнатьевич
Ю́рий Игна́тьевич Полива́нов (1751—1813) — генерал-майор русской армии, участник Отечественной войны 1812 года.

## Биография
Происходил из дворян Калужской губернии, родился в 1751 году, сын бывшего солдата лейб-гвардии Преображенского полка Игнатия Ивановича Поливанова.
Образование получил в Сухопутном шляхетном кадетском корпусе, куда поступил капралом 17 февраля 1766 года и 16 февраля 1773 года был выпущен корнетом в лейб-гвардии Конный полк; 14 марта 1774 года произведён в подпоручики. Прослужив в полку до чина ротмистра, который получил 1 января 1781 года, он 21 апреля 1787 года был переведён полковником в Елизаветградский легкоконный полк и через несколько месяцев выступил в поход против турок в составе армии Потёмкина.
Назначенный в марте в 1789 года в Черниговский карабинерный полк, он попал в дивизию Суворова, под начальством которого и был в боях. 11 сентября под Рымником, командуя 3 эскадронами Черниговского полка, неоднократно своими атаками отражал турецкую конницу, а в конце боя отличился при лихой атаке турецких окопов и взятии батарей; 30 марта 1790 года, уже в чине бригадира (который им был получен за отличие при штурме Измаила), Поливанов получил орден Св. Георгия 4-й степени (№ 366 по кавалерскому списку Судравского и № 719 по списку Григоровича — Степанова)
За отличные подвиги, оказанные в сражениях при Фокшанах и Рымнике в 789 году.
28 марта 1791 года Поливанов был при взятии Мачинских укреплений и получил орден св. Владимира 3-й степени.
По окончании войны, он находился на Украине, участвуя, при расформировании войск Речи Посполитой, и, по словам Суворова, «очень хорошо действовал при обезоружении Днепровской бригады польских войск» (в июне 1794 года), потом в составе корпуса Суворова был в его походе в Польшу: в бою под Крупчицами, под Брест-Литовским (8 сентября), где получил тяжелую рану картечью в левую щеку, под Кобылкой, а 24 октября при Праге, командуя отрядом кавалерии, прикрывавшим батарей; при штурме Варшавы Поливанов, по словам Суворова «первый врубился» во главе своих эскадронов в ряды поляков, «хотя уже под Брестом едва был в состоянии говорить», и, благодаря его атаке, вся первая колонна Ласси быстро пошла на штурм. За поход Поливанов 5 ноября 1794 года получил чин генерал-майора и золотую саблю с надписью «За храбрость», а через год — несколько деревень в Волынской губернии (688 душ) из конфискованных польских имений.
Затем он пробыл в Польше, командуя бригадой, а в 1796 году готовился, во главе трех кавалерийских полков, в поход против французов под начальством Суворова, но смерть Екатерины положила конец этим приготовлениям и, с воцарением Павла I, Поливанов был 20 октября  1797 года отставлен от службы, будучи с 3 декабря 1796 года шефом Ингерманландского драгунского полка.
При воцарении императора Александра I Поливанов вернулся на военную службу и 15 сентября 1801 года назначен вторым шефом Черниговского драгунского полка, в рядах которого принял участие в австрийской кампании 1805 года; отличился в бою при Вишау 16 ноября, в генеральном сражении при Аустерлице был ранен пулей в ногу и в начале 1806 года вышел в отставку.
В Отечественную войну 1812 года Поливанов командовал конным отрядом Калужского ополчения и участвовал в сражениях при Малоярославце, Вязьме и Красном; за участие в боях он получил ордена св. Владимира 2-й степени и св. Анны 1-й степени с алмазами. При преследовании Наполеоновской армии, в бою под Студянкой Поливанов был ранен пулей в грудь и скончался от этой раны 4 января 1813 года. Похоронен в Никольской церкви села Никольского Неделинской волости Малоярославецкого уезда, в октябре 1996 года перезахоронен в сквере «Памяти 1812 года» города Малоярославца.
Его брат, Иван Игнатьевич, был генерал-поручиком и правителем Саратовского наместничества
Сыновья Ю. И. Поливанова: Александр (1795 — после 1846), Иван (1798?—1826), Михаил (1801—1880), Егор (1807—1855).

## Интересные факты
В песне на победы в Польше 1794 года, сочинённой генералом П. С. Потёмкиным и напечатанной в исторической повести Фурмана «Александр Васильевич Суворов Рымникский», упоминается Ю. И. Поливанов:
Поливанов сквозь картечи
Врубаясь, кровь свою он льёт.

### Фальсификация портрета Ю. И. Поливанова

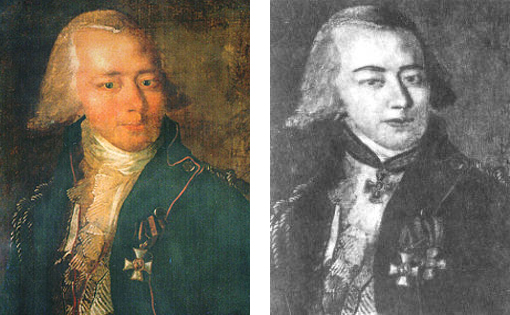
Портрет К. Ф. Боура (слева) и перерисованный, выдаваемый за портрет Ю. И. Поливанова (справа)

В 1996 году в 7-м томе Российского архива был издан «Словарь русских генералов, участников боевых действий против армии Наполеона Бонапарта в 1812—1815 гг.», в котором, среди прочего, была помещена биография Юрия Игнатьевича Поливанова (автор биографической статьи А. М. Горшман). Статью иллюстрировал портрет «неизвестного художника начала XIX века», оригинал которого находится в Саратовском государственном художественном музее имени А. Н. Радищева. В музей полотно поступило в 1922 году из Государственного музейного фонда как «Портрет неизвестного георгиевского кавалера» работы неизвестного художника второй половины XVIII века. Позднее сотрудник Саратовского музея Г. Е. Фёдорова атрибутировала его как портрет Карла Фёдоровича Боура, и под таким названием в 2004 году он был опубликован в каталоге музея. Проведя исследование, член военно-исторической комиссии при Центральном совете Всероссийского общества Охраны памятников истории и культуры и кружка «Ревнителей памяти Отечественной войны 1812 года» Александр Александрович Подмазо установил, что портрет, опубликованный в «Словаре…» является вольной перерисовкой портрета Боура из Саратовского музея, в процессе которой к изображению были добавлены шейный крест ордена Святого Владимира 3-й степени и золотой крест для офицеров, участвовавших в штурме Очакова. По мнению А. А. Подмазо, портрет был перерисован самим Горшманом.